# Gurmatta
Un Gurmatta ou gurmata est une résolution adoptée dans le sikhisme par une assemblée représentant les croyants. Elle peut être d'ordre religieuse, sociale, politique, ou touchant l'éducation.
Le Rehat Maryada définit les zones qui peuvent être couvertes par un gurmatta comme: « des sujets élaborés afin d'éclaircir et de soutenir les principes fondamentaux du sikhisme, comme la sauvegarde de la position des gourous et du Guru Granth Sahib, la pureté du rituel et l'organisation de la religion ». Ces résolutions peuvent être de simples conseils; leurs portées correspondent alors plus au mot mata; elles sont alors moins sacrées. Ici est la différence entre une simple résolution: mata; et une décision d'ordre religieux transmise par la sagesse du guru: un gurmatta.
Historiquement il semble que les premiers gurmatas soient apparus au XVIIIe siècle. Un a servi à mettre en retraite les civils sikhs lors des guerres de l'époque avant l'attaque d'Anandpur. Mettre en commun les efforts des sikhs, choisir un chef militaire étaient des préoccupations de l'époque.
Un gurmatta peut seulement être décidé par le Sarbat Khalsa c'est-à-dire une assemblée dûment constituée où les représentants ont été convoqués et qui a été annoncé publiquement. De cette façon, le gurmatta ressemble au mieux aux rassemblements des sikhs en présence des gourous humains, rassemblements fait en leurs temps lors de la Hola Mohalla, de Baisakhi et de Diwali, au cours desquels des décisions étaient souvent adoptées, cela bien sûr en présence des Écritures saintes du Guru Granth Sahib. En 1805 le Maharaja Ranjit Singh a aboli les assemblées du Sarbat Khalsa, cependant la pratique a été récemment ré-établie.